# Колмак
Колмак — река в России, на Кольском полуострове, протекает по территории Ловозерского района Мурманской области. Длина реки — 53 км, площадь водосборного бассейна — 605 км².
Начинается на южном склоне небольшой возвышенности вблизи от истоков реки Каменка. В самых верховьях течёт на юго-запад, затем меняет направление течения на юго-восточное и протекает по заболоченной тундре. От устья Поперечной течёт на юг по более сухой местности. В самых низовьях поворачивает на юго-запад. Устье реки находится в 100 км по левому берегу реки Поной.
Ширина реки в нижнем течении — 40 метров при глубине в 1,5 метра; в среднем — 33 и 0,6 соответственно. Скорость течения воды 0,1-0,4 м/с. На всём протяжении порожиста.

## Притоки
- 12 км: Тювинга[3] (пр)
- 23 км: Поперечная[3] (лв)
- 34 км: Винный[5] (лв)
- Поперечный[5] (пр)

## Данные водного реестра
По данным государственного водного реестра России относится к Баренцево-Беломорскому бассейновому округу, водохозяйственный участок реки — река Поной. Речной бассейн реки — бассейны рек Кольского полуострова и Карелии, впадает в Белое море.
Код водного объекта — 02020000112101000006688.